# カレッジ駅 (フィリピン国鉄)
カレッジ駅はラグナ州ロス・バニョスにあるフィリピン国鉄南方本線の鉄道駅。UPロスバニョス駅とも呼ばれる。
Batong Malakeバランガイに位置しており、フィリピン大学(UP)ロス・バニョス校に隣接している。この大学が駅名になっている。

## 歴史
駅開業以前、カランバ駅がサンタ・クルス-パグサンジャン線へのターミナル駅となっていた。1923年8月20日にサン・パブロからロス・バニョスを結ぶ路線が作られ、その分岐点(ジャンクション)前となる場所にジャンクション駅として開業し、サンタ・クルス-パグサンジャン線のターミナル駅となった。
その後、南方本線が完成するとサンタ・クルス-パグサンジャン行きの路線が支線となった。サン・パブロへの路線は南東に向かい、サンタ・クルスへの路線は東に向かう。
1927年、カレッジ駅に駅名を変えている。旅客用駅舎は1939年に建てられた。

## 運用
気動車を使った利用が5回あり、このうち2回はトゥトゥバン止まりであった。また、首都圏通勤通勤鉄道サービスやMetrotrenの運用が行われていた。また、ビコルエクスプレスではトゥトゥバンからレガスピまでの鉄道を結ぶ運用を行っていたがこれらの鉄道運用は一時停止されていた。
2019年12月にはIRRI駅などとともにロス・バニョス地域への鉄道路線の再開通が行われ、駅への運行が再開している。

## 註釈
1. ↑  “国鉄南線延伸で５駅新設、日本製車両採用”. NNA ASIA (2019年12月6日). 2020年6月9日閲覧。